# Fidži na Letních olympijských hrách 2008
Fidži se účastnilo Letní olympiády 2008 v pěti sportovních odvětvích. Zastupovalo jej sportovců.

## Atletika
Makelesi Bulikiobo, Niko Verekauta

## Judo
Sisilia Nasiga

## Střelba
Glenn Kable

## Plavání
Carl Probert

## Vzpírání
Josefa Vueti